# Sterbos
Sterbos is een gehucht in de gemeente Wuustwezel, in de Belgische provincie Antwerpen. Het ligt net ten westen van het dorpscentrum van Wuustwezel, bij het kasteel Sterbos.
Deelgemeenten: Loenhout · Wuustwezel

Overige kernen: Braken · Gooreind · Sterbos

Belgische gemeenten · Arrondissement Antwerpen · Antwerpen · Vlaanderen